# De Vroenhof

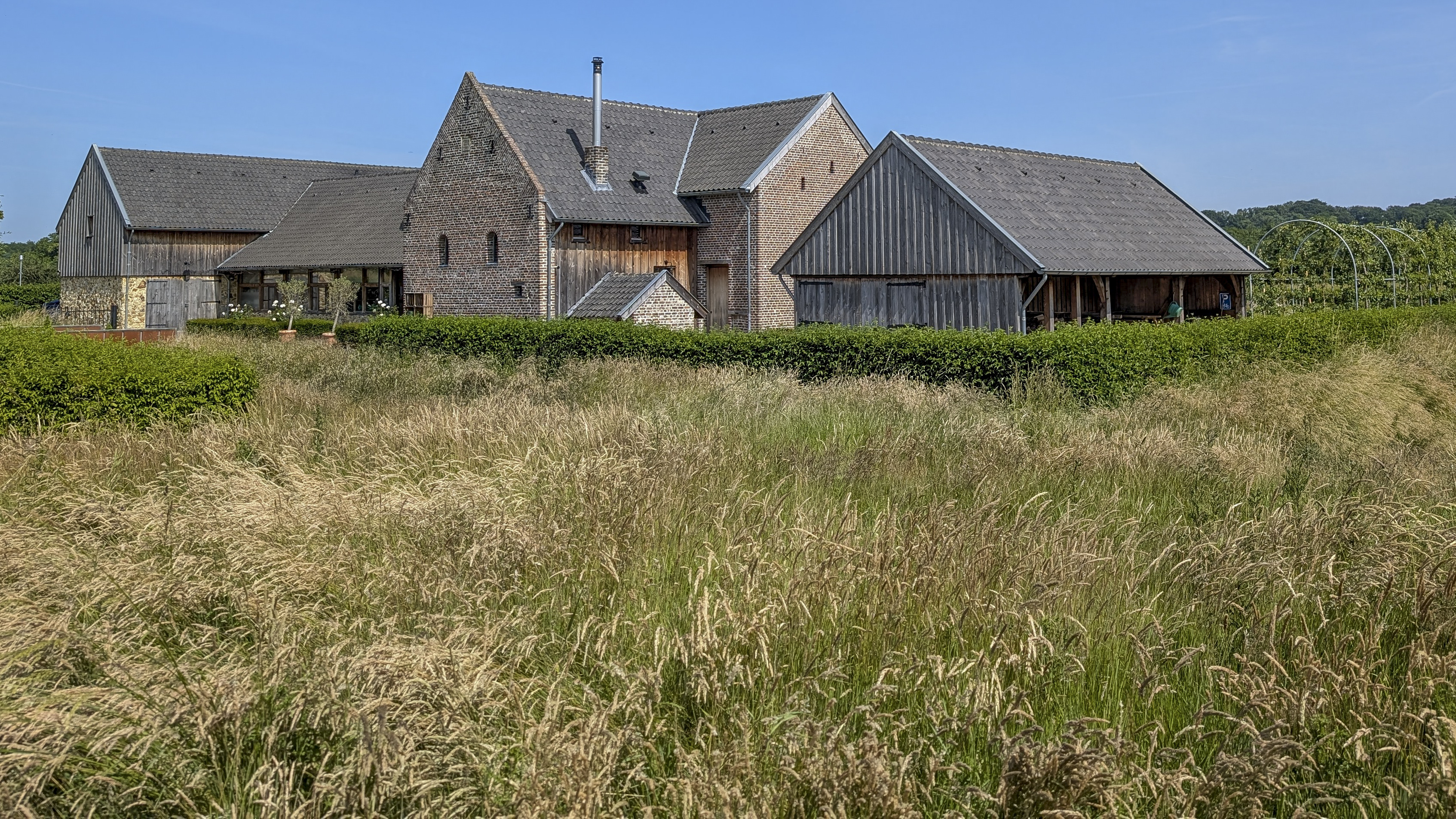
De Oude Pastorie in 2025

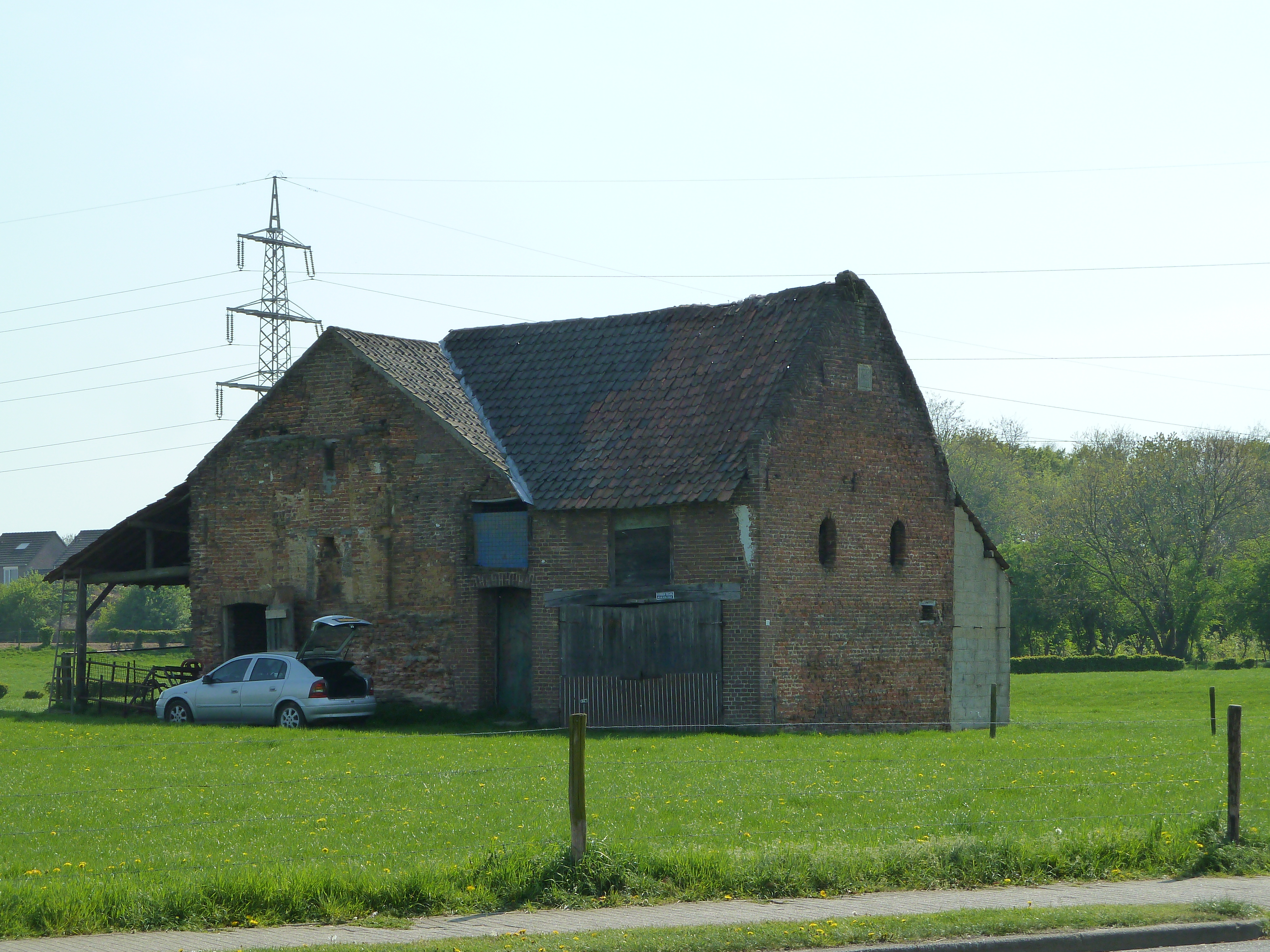
De Oude Pastorie in 2011

De Vroenhof was een landhuis, vermoedelijk uit de 12e eeuw. Het ligt halverwege het huidige Beek en Neerbeek in de Nederlandse provincie Limburg en is vernoemd naar het ten oosten gelegen perceel met de veldnaam Vroenhof (vroonhof).

## Geschiedenis
Door de heren van Valkenburg, die in de 12e eeuw eigenaar waren van de Vroenhof, werd veel domeingoed in leen uitgegeven. Een groot deel hiervan is in de 13e eeuw in handen gekomen van de landcommanderij van Alden Biesen van de ridderlijke Duitse Orde die ze uit het leenverband heeft losgeweekt, waardoor de orde een groot deel van Beek in bezit kreeg.
Door schenking werd de orde in 1293 eigenaar van de Vroenhof of Heerenhof te Neerbeek. Hierbij verkreeg de orde naast de laathof en tiendrechten ook het patronaatsrecht van de parochiekerk. Vermoedelijk was dit hetzelfde landgoed dat in 1225 werd vermeld als de villa van Neerbeke, die gezien wordt als de zetel van de oude heerlijkheid van Beek.
De Vroenhof is tot 1796, toen de orde werd opgeheven, in bezit gebleven van de Duitse Orde te Alden Biesen.
Mogelijk was het kasteel Binsfeld een middeleeuwse afsplitsing van de Vroenhof.

## Oude Pastorie
De orde leverde ook meestal de pastoors van Beek. Hierdoor stond de Vroenhof de pastoor als pastorie ter beschikking. In 1841 was de Vroenhof eigendom van de rooms-katholieke gemeente van Beek en diende het nog als pastorie. Nadat een nieuwe pastorie bij de kerk in het dorp was gebouwd, staat het gebouw bekend als de Oude Pastorie.

### Verbouwing ruïne
Per 2011 is de Oude Pastorie een ruïne en is van het U-vormig gebouw niet meer dan één laag van de rechtervleugel en een deel van de middenvleugel bewaard gebleven. De gevelsteen, met inscriptie J.K. 1781, memoreert aan de verbouwing die in opdracht van pastoor J. Kerckhoffs (pastoor van 1772 tot 1796) in gang was gezet.
De gemeente Beek en Stichting Het Limburgs Landschap heeft het gebouw opgeknapt. Het oude gebouw, destijds circa 75x65 meter en 5 meter breed, werd in de oude glorie van medio 19e eeuw samen met de landschappelijke omgeving   hersteld.
Stichting Het Limburgs Landschap legde in de Oude Pastorie een eigentijdse lusthof aan. De bestemming van het complex werd, naast een horecagelegenheid, een centrum voor streekproducten en startpunt voor recreatieve (wandel)routes. De Oude Pastorie fungeert als recreatieve Poort naar het Heuvelland.
De Oude Pastorie ligt langs een aantal toeristische routes en ligt pal naast het stroomgebied van de Cötelbeek die binnenkort ontkluisd gaat worden.

## Trivia
- Het nabijgelegen kasteel Binsfeld is mogelijk een afsplitsing van de Vroenhof geweest.